# Hermann Mai
Hermann Mai (* 2. Januar 1902 in München; † 10. März 2001 in Münster) war ein deutscher Pädiater.

## Leben
Mai studierte an der Julius-Maximilians-Universität Würzburg Chemie und wurde 1922 im Corps Moenania recipiert. Seit 1924 Assistent am Chemischen Institut der Universität Würzburg, wurde er 1925 zum Dr. phil. promoviert. Anschließend studierte er Humanmedizin an der Ludwig-Maximilians-Universität München. Er war 1929 am Physiologisch-Chemischen Institut der Universität Basel und wurde 1930 zum Dr. med. promoviert. Im selben Jahr ging er an die Münchener Universitätskinderklinik, an der er sich 1937 habilitierte. Nach zwei Jahren als Privatdozent wurde er 1939 auf den Lehrstuhl für Pädiatrie  der Reichsuniversität Prag berufen. Hermann Mai nahm Kontakt zu den tschechischen Kollegen, insbesondere zu Jiří Brdlík (1883–1965), dem Leiter der 1., der tschechischen Kinderklinik der Karlsuniversität Prag auf, begrüßte sie als Kollegen und warb um Unterstützung. Sein Benehmen wurde als „überraschend angenehm“ bezeichnet, weil „wir nie früher und später noch weniger ähnliches erlebten“. Es gab gemeinsame Fallvorstellungen und eine gute Zusammenarbeit. Nach Mais Abberufung änderte sich das Klima. Mai gab nach weniger als einem Jahr diese Position auf und ging zum Heer (Wehrmacht). Als Stabsarzt in einem Infanterieregiment erhielt er das Eiserne Kreuz 1. Klasse. Sein Nachfolger in Prag wurde Carl-Gottlieb Bennholdt-Thomsen. Mai nahm bald nach dem Krieg wieder Kontakt zu seinen tschechischen Kollegen auf, übersandte seine Veröffentlichungen und warb um Zusammenarbeit. Seine Frau, eine Heilgymnastin, half beim Aufbau der Heilgymnastik und der Medizinischen Rehabilitation in der Tschechoslowakei. Mai wurde 1954 zum Ordinarius für Kinderheilkunde an der Universität Münster berufen. Die Emeritierung war 1970.
Hermann Mai trat 1933 der SA bei, er wechselte Mai 1937 zur SS (SS-Nummer 353.219), April 1940 wurde er zum SS-Untersturmführer befördert. Am 23. Juni 1937 beantragte er die Aufnahme in die NSDAP und wurde rückwirkend zum 1. Mai desselben Jahres aufgenommen (Mitgliedsnummer 4.458.713). Er war zudem Mitglied des Nationalsozialistischen Deutschen Dozentenbundeses, der DAF, der NSV und des Nationalsozialistischen Deutschen Ärztebundes.
Ab 1955 war er in den Semesterferien, nach der Emeritierung auch für längere Zeit Mitarbeiter von Albert Schweitzer in Lambaréné. Er half beim Bau des Biafra-Kinderdorfs, dessen erster Leiter er wurde. 1976 übernahm er für einige Zeit als Chefarzt die Leitung für das Gesamthospital Lambaréné. Mehrere Jahre lang war er Vorsitzender des Deutschen Hilfsvereins und Vizepräsident der Internationalen Albert-Schweitzer-Gesellschaft.
Die Deutsche Gesellschaft für Kinder- und Jugendmedizin gründete 1983 die Hermann-Mai-Stiftung. Erkenntnisse zur nationalsozialistischen Verstrickung Mais zeigten, dass er nicht nur überzeugter Nationalsozialist war, der u. a. zumindest Kandidat für den Sicherheitsdienst der SS gewesen ist. Er betätigte sich freiwillig als Beisitzer am Erbgesundheitsgericht München, wo er an Urteilen zur Zwangssterilisation von mindestens 12 Frauen und Männern beteiligt war. Unter den sogenannten Urteilsgründen wurde dort u. a. "Widerspruchsgeist" angeführt. Die Erkenntnisse führten zu einer Umbenennung der Stiftung, die nun Stiftung für internationale Kindergesundheit der DGKJ (vormals Hermann-Mai-Stiftung) heißt. In der Präambel heißt es: „Die DGKJ hat im Jahre 1983 eine Stiftung gegründet, die darauf abzielt, die Kindergesundheitspflege in Entwicklungsländern zu unterstützen. Sie hat diese Stiftung nach dem Kinderarzt Prof. Dr. Hermann Mai benannt, der auch nach seiner Emeritierung als Direktor der Universitätskinderklinik in Münster/Westf. zeitweise mit Albert Schweitzer in Lambaréné/Gabun zusammen gearbeitet hat, und dem die Tropenpädiatrie ein besonderes Anliegen war. Im Jahr 2017 wurde die Stiftung umbenannt, nachdem neuere Untersuchungen gezeigt haben, dass Hermann Mai die NS-Ideologie aktiv unterstützt hat. Insbesondere die aktive Rolle Hermann Mais in Verfahren zur Zwangssterilisierung von Frauen und Männern muss als ärztliches Fehlverhalten gewertet und auch in Erinnerung gehalten werden.“

## Auszeichnungen
- Ehrendoktor der Universität Münster (1971)[11]
- Ehrenmitglied der Deutschen Gesellschaft für Kinderheilkunde (1970)[12]
- Ehrenmitglied der Deutschen Gesellschaft für Kinderchirurgie
- Paracelsus-Medaille der Deutschen Ärzteschaft (1978)[13]